# Satyrus excedens
Satyrus excedens är en fjärilsart som beskrevs av Hermann Stauder 1921. Satyrus excedens ingår i släktet Satyrus och familjen praktfjärilar. Inga underarter finns listade.